# Арлена ди Кастро
Арлена ди Кастро (итал. Arlena di Castro) је насеље у Италији у округу Витербо, региону Лацио.
Према процени из 2011. у насељу је живело 856 становника. Насеље се налази на надморској висини од 267 м.

## Становништво
Према резултатима пописа становништва 2011. у општини је живело 886 становника.
| 1931. | 1936. | 1951. | 1961. | 1971. | 1981. | 1991. | 2001. | 2011. |
| ----- | ----- | ----- | ----- | ----- | ----- | ----- | ----- | ----- |
| 712   | 774   | 935   | 984   | 864   | 869   | 920   | 867   | 886   |